# Kinh tế Honduras
Nền kinh tế của Honduras chủ yếu dựa vào nông nghiệp, chiếm 14% tổng sản phẩm quốc nội (GDP) trong năm 2013. Cà phê xuất khẩu hàng đầu (340 triệu USD) chiếm 22% tổng doanh thu xuất khẩu của Honduras. Chuối, trước đây là xuất khẩu lớn thứ hai của nước này cho đến khi hầu như bị xóa sổ bởi cơn bão Mitch năm 1998, hồi phục vào năm 2000 đến 57% mức tiền trước Mitch. Tôm nuôi là một ngành xuất khẩu quan trọng khác. Kể từ cuối những năm 1970, các thị trấn ở phía bắc bắt đầu sản xuất công nghiệp thông qua maquiladoras, đặc biệt là ở San Pedro Sula và Puerto Cortés.
Honduras là một trong những nước nghèo nhất châu Mỹ, với mức GDP trên đầu người năm 2016 là 2,530 dollar Mỹ. Kinh tế vẫn tiếp tục tăng trưởng chậm chạp nhưng sự phân phối tài sản đang ở mức phân cực lớn và mức lương bình quân rất thấp. Tăng trưởng kinh tế khoảng 5% mỗi năm, nhưng nhiều người vẫn đang sống dưới mức nghèo khổ. Theo ước tính có hơn 1.2 triệu người thất nghiệp. Tỷ lệ thất nghiệp 28%
Ngân hàng Thế giới và Quỹ Tiền tệ Quốc tế xếp hạng Honduras là một trong Những nước nghèo nợ nhiều nhất đủ tư cách để được hưởng quy chế giảm nợ, và việc giảm nợ đã được thông qua năm 2005.
Cả lĩnh vực điện (ENEE) và viễn thông (HONDUTEL) đều do các công ty độc quyền nhà nước đảm nhiệm, ENEE được chính phủ trợ cấp nhiều vì những vấn đề tài chính kinh niên của nó. Tuy nhiên, HONDUTEL không còn được độc quyền nữa, lĩnh vực viễn thông đã được mở cửa sau ngày 25 tháng 12 năm 2005; đây là một trong những yêu cầu trước khi áp dụng CAFTA. Giá cả xăng dầu được kiểm soát, một số mặt hàng cơ bản khác cũng được Nghị viện áp đặt chế độ kiểm soát giá trong những khoảng thời gian ngắn.
Sau nhiều năm giảm giá so với đồng dollar Mỹ, đồng Lempira đã ổn định ở mức 19 Lempiras trên 1 dollar.
Năm 2005 Honduras đã ký CAFTA (Thỏa thuận Thương mại Tự do với Hoa Kỳ). Tháng 12 năm 2005, cảng chính của Honduras là Puerto Cortes tham gia vào trong Sáng kiến An ninh Container của Hoa Kỳ.
Tính đến năm 2016, GDP của Honduras đạt 20.930 USD, đứng thứ 108 thế giới và đứng thứ 18 khu vực Mỹ Latin.